# 헬게 브라운

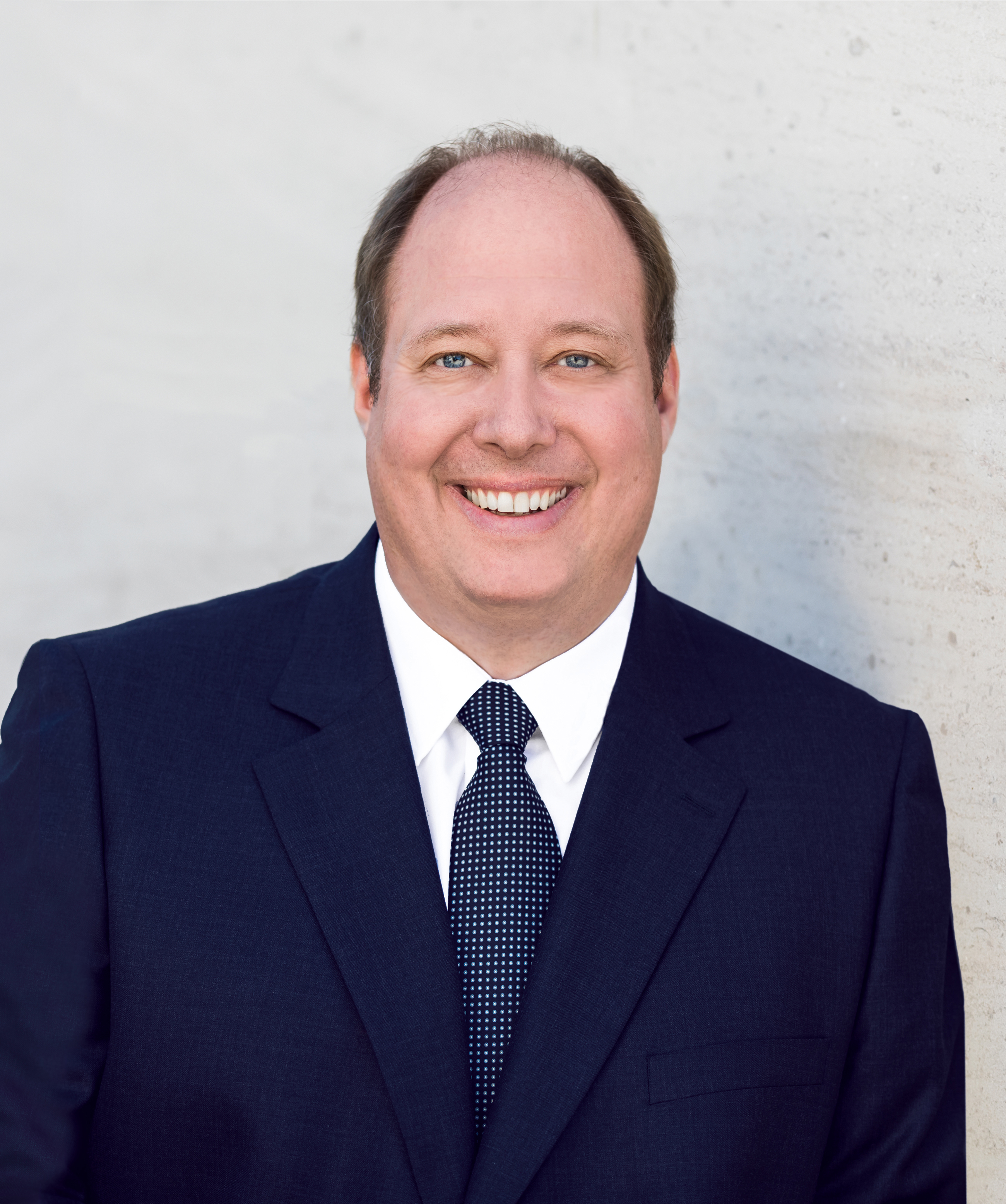
헬게 브라운

헬게 라인홀트 브라운(독일어: Helge Reinhold Braun, 1972년 10월 18일~, 기센 출생)은 의사이자 독일 기독교민주연합의 정치가로 기센 선거구에서 선출된 독일 연방의회의원이다. 제3차 메르켈 내각에서 정무차관(Parlamentarischer Staatssekretär)으로 활동하다가 2018년 3월 14일 특임장관으로 임명됨과 동시에 연방총리청장이 되었다.

## 생애
1992년 기센의 리비히학교 (Liebigschule)를 졸업하고 병역을 코블렌츠에서 마친 후 헬게 브라운은 1994년부터 2001년까지 콘라트 아데나워 재단 (Konrad-Adenauer-Stiftung)의 장학생으로 기센 대학교에서 의학을 전공했다. 이후 그는 2009년에 두번째로 연방의원에 선출될 때까지 연구조교이자 인턴/레지던트로 기센-마르부르크 대학병원의 마취통증/집중치료/통증치료 클리닉에서 일했다. 2007년 그는 수술 중 빠른맥이 수술 후 예후에 끼치는 영향에 대해 쓴 논문으로 의학박사 학위를 취득했다. 2015년 6월 말에 그는 프랑크푸르트 대학교로부터 명예교수직을 수여받았다.
그는 혼인을 했으며, 종교는 가톨릭이다.

## 정당 활동
1989년부터 2007년까지 브라운은 기독교민주연합의 청년조직인 청년 연합(Junge Union)에서 활동하면서 1992-1997년에는 청년 연합 기센 지부 위원장을 지냈고 1998-2001년에는 청년 연합 중부 헤센(Mittelhessen)의 지역위원장으로 승진했다.
그는 1990년 기독교민주연합 당원으로 가입한 뒤 1992년에 기독교민주연합 기센 지부의 이사회 멤버가 되었으며, 2004년부터 폴커 부피에 (Volker Bouffier)의 후임으로 위원장 직을 수행했다. 같은 시기 그는 1995년부터 기독교민주연합 중부 헤센 부위원장 역할을 맡았고, 2007년에는 위원장에 올랐다.

## 의회 활동
브라운은 1997년부터 2009년까지 기센의 시의원을 지냈으며, 2006년부터 그 곳에서 기독교민주연합 원내대표 직을 맡았다.
2002년부터 2005년 9월까지 그는 초선 연방의원으로서 2003년-2005년 사이에 기독교민주연합의 연방원내교섭단체의 헤센주 대표단을 부단장으로서 이끌었으며, 2009년 재선한 이후 다시 그 역할을 수행했다. 브라운은 교육/연구/기술평가위원회와 환경보호/원자로안전위원회에서 활동한 전적이 있고, 청원위원회의 대리위원을맡은 적도 있다.
2005년 연방의회 선거에서 그는 사회민주당 소속 뤼디거 파이트 (Rüdiger Veit)에게 패배하고 주명부 (Landesliste)를 통해서도 연방의회에 진입하지 못했다.
2009년 연방의회 선거에서 그는 기센 선거구에서 59,441표 (36.7%)를 얻어 파이트를 누르고 당선되었고, 2013년 연방의회 선거에서는 67,587표 (44.4%)를 획득해 재차 승리했다.
2017년 연방의회 선거에서 그는 헤센주 기독교민주연합의 대표후보 (Spitzenkandidat)로서 57,610표 (35.1%)를 받아 의원직을 유지하는데 성공했다.

## 공직
제2차 메르켈 내각에서 브라운은 교육/연구부 장관의 정무차관이었다.
2013년 12월 17일, 그는 연방총리인 앙겔라 메르켈의 부름을 받아 관료주의척결/입법개량/연방-주 관계조정 업무를 담당하는 장관에 임명되었다. 이 직위에 있으면서 그는 유럽 난민 위기를 해결하는데 힘썼다.
제4차 메르켈 내각에서 그는 2018년 3월 14일부터 연방총리청장으로 일하고 있다.